# Матвеєв Вікентій Олександрович
Вікентій Олександрович Матвеєв (1923, тепер Російська Федерація — 1997, місто Москва, Російська Федерація) — радянський журналіст, письменик, політичний оглядач газети «Известия». Кандидат історичних наук (1952), доцент.

## Життєпис
Рано втратив батька, ще навчаючись в школі підробляв вантажником. У червні 1941 року закінчив середню школу.
Під час німецько-радянської війни разом із родиною був евакуйований до Кіровської області, працював на культпросвітницькій роботі в Північно-Печорському залізничному таборі («Печоржелдорлаг») НКВС СРСР.
Повернувся до Москви, рік навчався в Московському авіаційному інституті імені Серго Орджонікідзе та Московському інституті інженерів залізничного транспорту. Потім перейшов на факультет міжнародних відносин при Московському державному університеті.
Член ВКП(б) з 1946 року.
У 1948 році закінчив Інститут міжнародних відносин Міністерства закордонних справ СРСР.
З 1948 року працював журналістом газети «Известия». У 1954—1959 роках — кореспондент газети «Известия» у Великобританії (в місті Лондоні). У 1961—1992 роках — політичний оглядач газети «Известия».
З 1992 року — на пенсії.
Автор книг «Провал мюнхенської політики (1938-1939 рр.)» (1955), «Імперія Фліт-стріт. Сучасна преса Англії (1961), «Атлантичний клубок. (Чорні хрести над Західною Європою)» (1962), «Мюнхен не повториться!» (1970), «Суддя — час. Подорож по нашій планеті, що змінюється» (1973), «Пристрасть влади і влада пристрасті. Історичне оповідання про звичаї королівського двору Англії XVI-XX століть» (1997) та ін.
Помер у 1997 році.

## Нагороди та відзнаки
- Ленінська премія (1960) — за участь у створенні книги «Віч-на-віч з Америкою» (про поїздку Микити Хрущова в США).[1].